# Эшмамбетов, Касымбек
Касымбек Эшмамбетов (кирг. Касымбек Эшмамбетов; 2 октября 1910, Орто-Сай, Семиреченская область — 10 февраля 1984) — советский киргизский писатель, драматург, переводчик, член Союза писателей СССР.

## Биография
Родился 2 октября 1910 в селе Орто-Сай (ныне — в составе Ленинского района Бишкека) в семье крестьянина. До 1920 года учился в сельскохозяйственной школе, в 1930 году окончил педагогический техникум во Фрунзе. Преподавал в техникумах — медицинском, финансовом, строительном. В 1930 году опубликовал первый рассказ «Тайна природы». В 1937 году написал пьесу «Сарынджи». Переводил на киргизский язык произведения В. Шекспира, А. Н. Островского, А. С. Пушкина, Ф. М. Достоевского, Л. Н. Толстого. На русском языке вышли его книги: «Пьесы» (1958), «Четверо самых смелых» (1958), «Охотник с беркутом» (1960), «Мечта» (1964) и других.
Перевёл на киргизский язык сказы уральского писателя Павла Бажова для детей младшего возраста: «Горный мастер» (Чебер уста), «Хрупкая веточка» (Бир тал булдуркон), «Серебряное копытце» (Кумуш така), «Канаттуу Иванко» (Иванко Крылатко).

## Награды
- орден «Знак Почёта» (01.11.1958)
- Орден Отечественной войны
- Медаль «За доблестный труд в Великой Отечественной войне 1941—1945 гг.»
- Почётными грамотами Верховного Совета Киргизской ССР.